# Adolphe Nantel
 (novembre 2017).
Si vous disposez d'ouvrages ou d'articles de référence ou si vous connaissez des sites web de qualité traitant du thème abordé ici, merci de compléter l'article en donnant les références utiles à sa vérifiabilité et en les liant à la section « Notes et références ».
Adolphe Nantel (1886-1954) était un typographe, journaliste et écrivain québécois.
Il a collaboré à de nombreux journaux, dont Le Devoir et La Presse.

## Honneurs
- 1932 : Prix David, Un homme à la hache